# Martin Hrdlička (fotbalista)
Martin Hrdlička (* 5. září 1975) je bývalý český fotbalista.

## Fotbalová kariéra
V české lize hrál za FC Svit Zlín. Nastoupil v 1 ligovém utkání.

## Ligová bilance
| Ročník                          | Zápasy | Góly | Klub         |
| ------------------------------- | ------ | ---- | ------------ |
| 1. česká fotbalová liga 1993/94 | 1      | 0    | FC Svit Zlín |
| CELKEM 1. liga                  | 1      | 0    |              |